# Gregory W. Moore

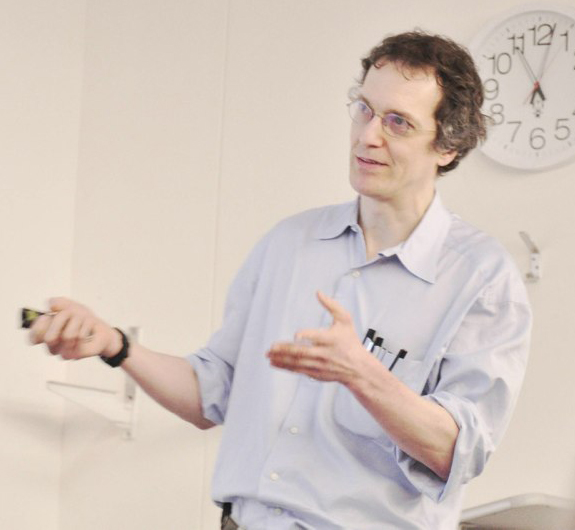
Gregory Moore (2012)

Gregory Winthrop Moore (* 1961) ist ein US-amerikanischer theoretischer und mathematischer Physiker, der sich mit Stringtheorie und Quantenfeldtheorie befasst.
Moore studierte bis zum Bachelor-Abschluss an der Princeton University und wurde 1985 an der Harvard University bei Sidney Coleman promoviert (Geometrical Aspects of Anomalies). Er ist Professor an der Rutgers University.
Er befasste sich unter anderem mit Verbindungen der Stringtheorie (extremaler) schwarzer Löcher zur Zahlentheorie und automorphen Formen (und zu anderen Teilgebieten der Stringtheorie wie deren Störungstheorie und Kosmologie), mit topologischen Feldtheorien (mit Anwendungen auf topologische Invarianten), Branen, zweidimensionaler Quantengravitation, konformen Feldtheorien (auch mit Anwendung auf Anyonen) und Stringfeldtheorie. Er arbeitet eng mit Mathematikern zusammen.
Zum Beispiel wandte er den Attraktor-Mechanismus (nach Renata Kallosh, Andrew Strominger, Sergio Ferrara) aus der Theorie supersymmetrischer schwarzer Löcher auf die Kompaktifizierung von Superstrings an und zeigte, dass bestimmte arithmetische Calabi-Yau Mannigfaltigkeiten dabei ausgezeichnet sind. 2008 gab er mit Davide Gaiotto und Andrew Neitzke eine alternative Konstruktion der Ooguri-Vafa-Metrik an, welche erstmals mit dem Gibbons-Hawking-Ansatz konstruiert wurde.
1986 bis 1989, 1999, 2002, 2006 und 2012 war er am Institute for Advanced Study, wo er unter anderem mit Edward Witten zusammenarbeitete. 1994 war er Invited Speaker auf dem Internationalen Mathematikerkongress in Zürich (Two dimensional Yang-Mills theory and topological field theory). 2011 wurde er in die American Academy of Arts and Sciences gewählt, 2012 wurde er Fellow der American Mathematical Society, 2020 gewähltes Mitglied der National Academy of Sciences. Für 2014 wurden ihm der Dannie-Heineman-Preis für mathematische Physik und der Leonard Eisenbud Prize zugesprochen, für 2015 die Dirac-Medaille des ICTP.
Er ist mit der theoretischen Festkörperphysikerin Karin M. Rabe verheiratet, die ebenfalls Professorin an der Rutgers University ist, und betreibt mit ihr gemeinsam als Hobby Square-Dance. Er ist der Sohn des bekannten Washingtoner Architekten Arthur Cotton Moore.

## Schriften
- mit Luis Álvarez-Gaumé, Cumrun Vafa Theta Functions, Modular Invariance, and Strings, Comm. Math. Phys., Band 106, 1986, S. 1
- Modular forms and Two-Loop String Physics, Phys. Lett. B, Band 176, 1986, S. 369
- mit Alvarez-Gaume, Jean-Benoît Bost, Philip Nelson, Vafa Bosonization in Arbitrary Genus, Phys. Lett.  B, Band 178, 1986, S. 41
- mit Alvarez-Gaume, Bost, Nelson, Vafa Bosonization on higher genus Riemann surfaces, Commun. Math. Phys., Band 112, 1987, S. 503
- mit Joe Harris, P. Nelson, Isadore M. Singer Modular forms and the cosmological constant, Phys. Lett. B, Band 178, 1986, S.  167 (Errata Phys. Lett. B 201, 1988, S. 579)
- Atkin-Lehner Symmetry, Nucl. Phys. B, Band 293, 1987, S. 139
- mit G. Anderson Rationality in Conformal Field Theory, Comm. Math. Phys., Band 117, 1988, S. 441
- mit Nathan Seiberg Naturality in Conformal Field Theory, Nuclear Physics, B 313, 1989, S. 16
- mit Seiberg Classical and Quantum Conformal Field Theory, Commun. Math. Phys., Band 123, 1989, S. 177
- mit Seiberg Taming the Conformal Zoo, Phys. Lett. B, Band 220, 1989, S. 422
- mit Stefan Cordes, S. Ramgoolam Lectures on 2 dimensional Yang-Mills-theory, equivariant cohomology and topological field theories, Nucl. Phys. B, Proc. Suppl, Band 41, 1995, S. 184–244
- mit Paul Ginsparg Lectures on 2 dimensional gravity and 2 dimensional string theory, TASI 1992, Arxiv
- D-branes and K-theory in 2 dimensional topological field theory, Preprint 2006, Clay Math. Inst. Lectures
- Les Houches Lectures on Strings and Arithmetic, 2004, in Pierre Cartier u. a. Frontiers in Number Theory, Physics and Geometry, Band 2, Springer Verlag 2007
- Arithmetic and Attractors 1998
- K-theory from a physicists perspective, 2003